# Drago Jančar

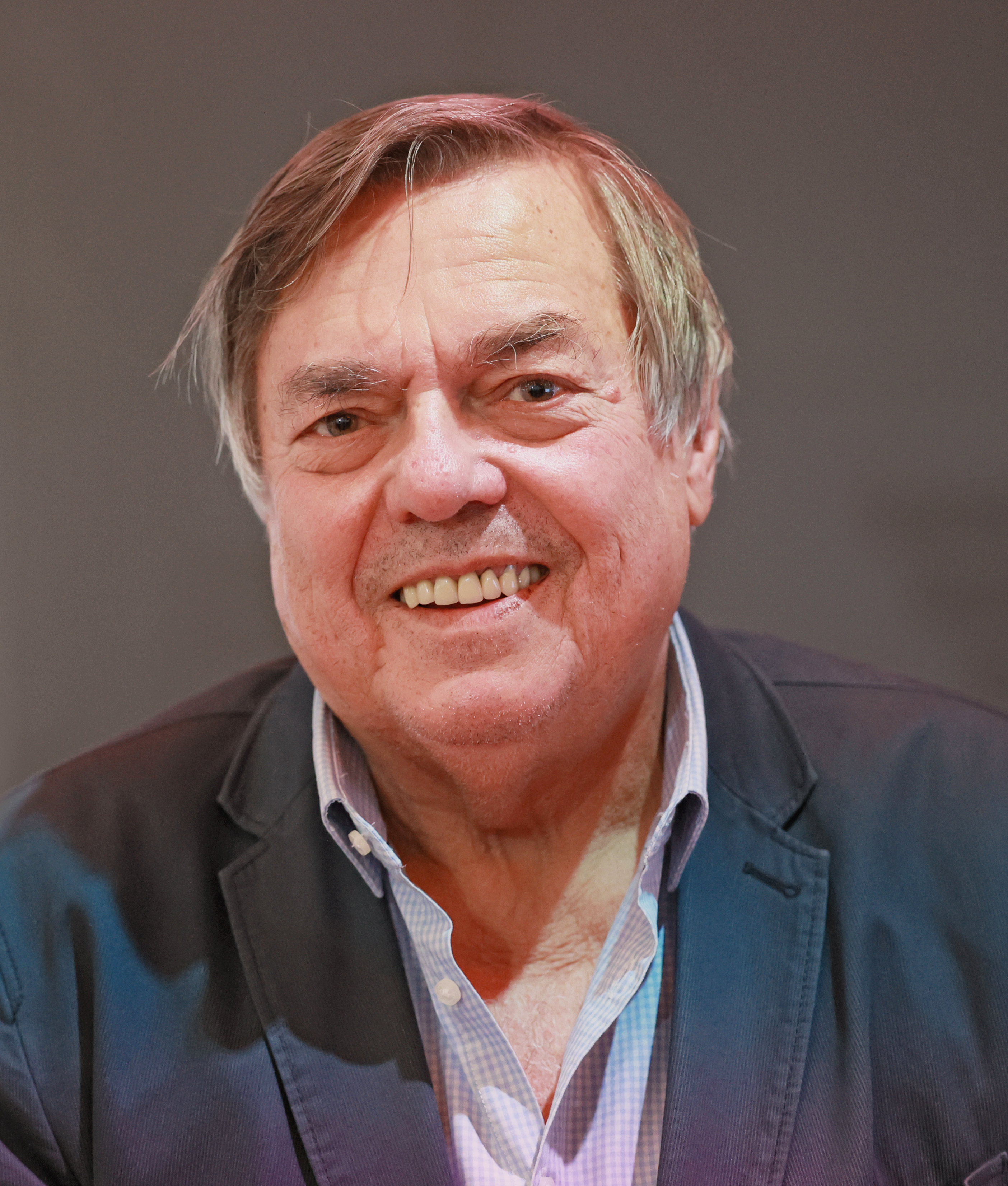
Drago Jančar (2023)

Drago Jančar (* 13. April 1948 in Maribor, Jugoslawien) ist ein slowenischer Schriftsteller, Dramatiker, Essayist und Journalist. Er gilt als einer der bedeutendsten Akteure der zeitgenössischen slowenischen Literatur.

## Werdegang und politisches Engagement

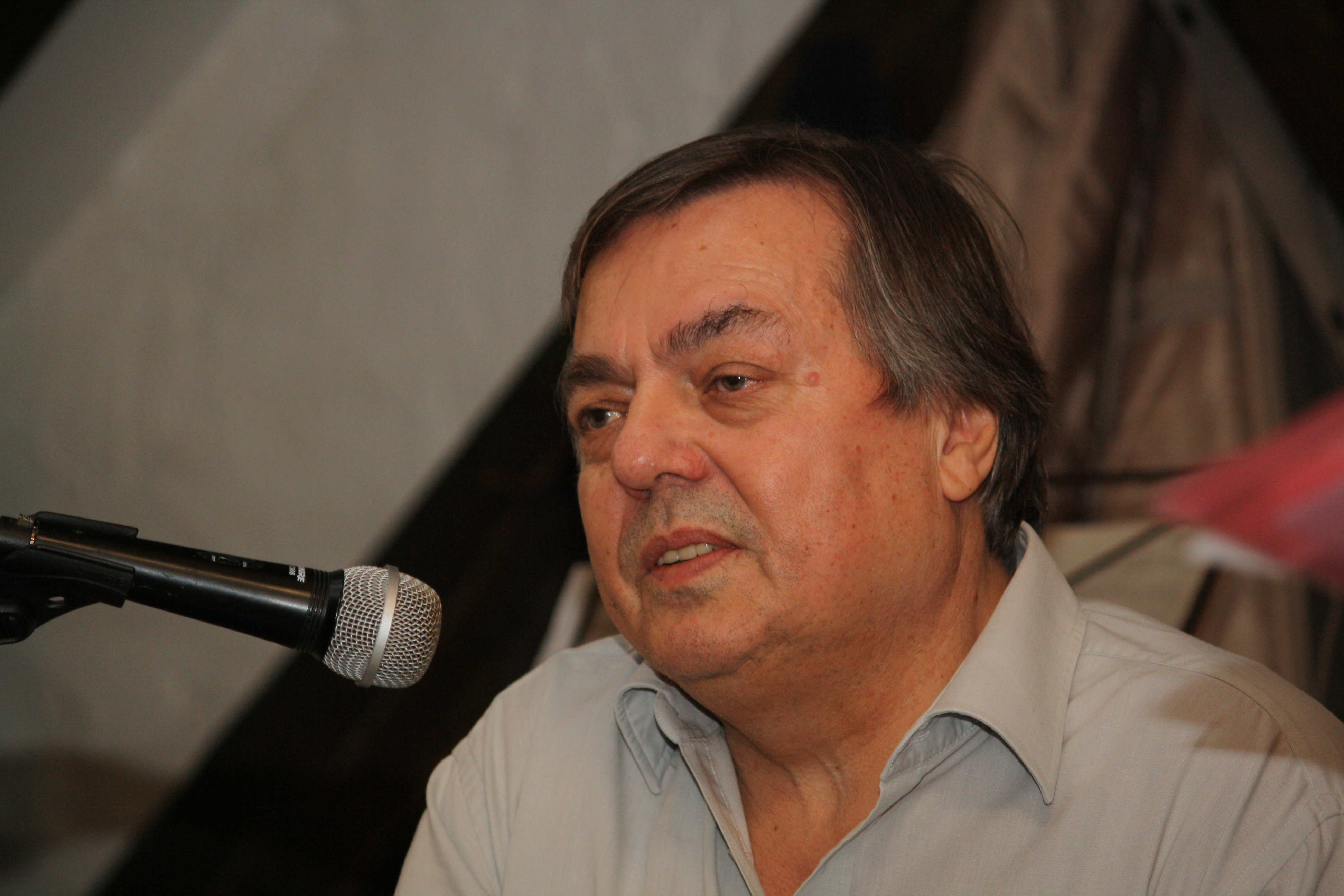
Drago Jančar (2010)

Nach der Matura an einem Gymnasium in Maribor begann Jančar ebendort an der Juristischen Fakultät ein Studium der Rechtswissenschaften, das er 1970 abschloss. Einen Beruf als Jurist trat Jančar jedoch nie an, sondern arbeitet im Anschluss an sein Studium, von 1971 bis 1974, als Redakteur der Mariborer Tageszeitung Večer. Diesen Job verlor er jedoch, als er 1974 nach Einfuhr und Weitergabe des Werks V Rogu ležimo pobiti („Im Graben liegen wir erschlagen“), in dem der Mord an einer Gruppe von Domobranci durch kommunistische Truppen beschrieben wird, wegen „Verbreitung feindlicher Propaganda“ zu einem Jahr Haft verurteilt wurde. Aus dieser wurde er zwar bereits nach drei Monaten wieder entlassen, kurz darauf aber in die jugoslawische Volksarmee eingezogen und nach Serbien geschickt. Nach seiner Rückkehr vom Militärdienst konnte er bei Večer jedoch nur mehr als Lektor und Übersetzer arbeiten, weshalb er 1979 beschloss, nach Ljubljana zu ziehen.
In Ljubljana lernte Jančar andere oppositionell gesinnte Intellektuelle und Künstler wie Edvard Kocbek und Boris Pahor kennen. 1979 arbeitete er für das Filmstudio Vrbafilm und schrieb zahlreiche Drehbücher. Nach Uneinigkeiten mit der Leitung des Filmstudios nahm Jančar 1980 eine Stelle als Redakteur beim Verlag Slovenska matica und gehört im selben Jahr zu den Mitbegründern der Zeitschrift Nova revija, die eine wesentliche Rolle in der slowenischen Unabhängigkeitsbewegung spielen sollte. Von 1987 bis 1991 übernahm er zudem den Vorsitz des slowenischen PEN-Zentrums. In dieser Funktion entwickelte sich sein politisches Interesse zu einem aktiven Engagement in den Bemühungen Sloweniens, ein selbstständiger Staat zu werden. Er betrachtete kritisch die Geschehnisse in allen Teilrepubliken des heutigen Ex-Jugoslawiens und prophezeite mitunter den Zerfall Jugoslawiens. 1998 organisierte er gemeinsam mit Gleichgesinnten der slowenischen Intelligenz die Dokumentationsausstellung Temna stran Meseca („Die dunkle Seite des Mondes“), die sich unter dem Titel einer Erzählung von Edvard Kocbek mit dem Totalitarismus in Slowenien von 1945 bis 1990 auseinandersetzte.
Jančar ist Mitglied des Slowenischen Schriftstellerverbands und lebt in Ljubljana.

## Literarisches Werk
Jančar begann bereits in seinen Schul- und Studienjahren mit dem Verfassen literarischer Texte, die er anfangs im Wochenmagazin Mladina publizierte. In seinen Anfängen engagierte er sich vor allem im Journalismus, schrueb für unterschiedliche Studentenzeitungen und wurde zum Chefredakteur der Studienzeitung Katedra. Gemeinsam mit befreundeten slowenischen Autoren seiner Generation aus Maribor, Andrej Brvar, France Forstnerič, Marijan Kramberger und Tone Partljič, gründete er in den 1960er-Jahren den „mariborski krog“ (Mariborer Kreis), in dem zeitgenössische Literatur und Philosophie in Slowenien und der Welt, aber auch das eigene Schreiben diskutiert wurde.
Ein sehr präsentes Element in Jančars Werk ist seine Heimatstadt Maribor. Ansonsten beschäftigt er sich vor allem mit persönlichen Schicksalen, die er meist in geschichtliche Ereignisse einflechtet, ihnen gleichzeitig aber eine universelle Gültigkeit verleiht.

### Prosa
Die Prosa stellt den umfangreichsten Teil in Jančars Opus dar. 1971 veröffentlichte er seinen ersten Erzählband Romanje gospoda Houžvičke („Die Pilgerreise des Herren Houžvička“). Die darin enthaltenen 12 Erzählungen folgen der Tradition des französischen Nouveau roman bzw. dem Reismus und erweckten großes Interesse der Öffentlichkeit. Jančars literarisches und journalistisches Schaffen geriet nach seiner Rückkehr vom Militärdienst vorübergehend ins Stocken, sodass es ihm zuerst nicht möglich war, als freischaffender Künstler zu leben. In der Kurzgeschichtensammlung O bledem hudodelcu (1978; „Vom bleichen Übeltäter“) verarbeitete er zum ersten Mal Themen und Motive in fragmentarischer Form, die er später in seinen Romanen wieder aufgriff. Während Jančar in den 1980er-Jahren vor allem Dramen schrieb, entwickelte seine Kurzprosa zu dieser Zeit (Smrt pri Mariji Snežni, 1985; „Tod bei Marija Snežna“) postmoderne Züge. In den 1990er Jahren erschienen wieder einige Bände mit Kurzprosa (Pogled angela, 1992; „Anblick eines Engels“, Augsburg in druge resnične pripovedi, 1994; „Augsburg und andere wahre Erzählungen“), in denen er sich mit aktuellen Themen der Zeit auseinandersetzte, diese mit Bildern aus der Vergangenheit vermischte und aus einer gewissen Distanz auch Verbrechen aus den verschiedenen Jahrhunderten in seine Handlung einfließen ließ (Prikazen iz Rovenske, 1998; dt. Erscheinung von Rovenska, 2001). 2018 erschien mit Mnoga življenja („Viele Leben“) eine Auswahl seiner Kurzprosa durch die Zeit.
Weitaus mehr Aufmerksamkeit als Jančars Romandebüt 35° (1974) erhielt der darauffolgende Roman Galjot (1978; dt. Der Galeot, 1991), den er rund um die Zeit der Pest in Slowenien ansiedelte. In ihm erzählt er die Geschichte von Johann Ott, der sich eines Tages entscheidet, sich in einem kleinen Dorf in Slowenien niederzulassen und als Fremder von den Dorfbewohnern mit Argusaugen beobachtet wird. Zu seinen bekanntesten Werken gehört der Roman Severni sij (1984, dt. Nordlicht, 1990), der den persönlichen Niedergang des Geschäftsmanns Josef Erdman in Maribor kurz vor dem Ausbruch des Zweiten Weltkriegs behandelt. Einen leichten Bruch mit seiner restlichen Prosa stellt Jančars Roman Posmehljivo poželenje (1993; dt. Luzifers Lächeln, 1996) dar, da sich die Haupthandlung hier außerhalb Europas zuträgt und zudem einige autobiografische Züge aufweist. Mit Zvenenje v glavi (1998; dt. Rauschen im Kopf, 1999) sowie Katarina, pav in jezuit (2000; dt. Katharina, der Pfau und der Jesuit, 2007) behandelte Jančar erneut geschichtliche Ereignisse, ersterer dreht sich um den Häftlingsaufstand in der fiktiven slowenischen Strafanstalt Livada in den 1960er-Jahren, letzterer spielt im 18. Jahrhundert auf der historisch nachweisbaren letzten Pilgerreise von Slowenien nach Deutschland. Drevo brez imena (2008; dt. Der Baum ohne Namen, 2010), To noč sem jo videl (2010; dt. Die Nacht, als ich sie sah, 2015) und In Ljubezen tudi (2017; dt. Wo die Liebe ruht, 2019) spielen vor der Kulisse des Zweiten Weltkriegs. In den ersten beiden Romanen wird die Geschichte der Protagonisten durch die Augen anderer, mehr oder weniger an der Handlung beteiligter Personen erzählt und fügen sich erst allmählich zu einem Ganzen zusammen. Die deutsche Übersetzung Wo die Liebe ruht von Daniela Kocmut brachte Jančar ein großes Medienecho ein, der Roman wurde von verschiedensten Zeitungen im deutschsprachigen Raum positiv aufgenommen. Mit Maj, november („Mai, November“) veröffentlichte Jančar 2014 außerdem einen Roman, der sich thematisch wesentlich von seinen anderen Werken unterscheidet. Der Roman spielt in der Gegenwart und handelt von einem erfolglosen jungen slowenischen Musikstudenten in Wien, der auf der Suche nach seinem Platz in der Welt ist und dabei einen nebulösen Geschäftsmann kennenlernt. Ob nastanku sveta (dt. Übersetzung Als die Welt entstand, 2023, übersetzt von Erwin Köstler) erschien 2022 und spielt abermals in Maribor, diesmal jedoch in der Nachkriegszeit.

### Dramatik
In seinen Dramen thematisiert Jančar ähnliche Inhalte wie in seiner Prosa: den Menschen und seinen Platz im Leben sowie die Möglichkeit, sich frei für sein Schicksal zu entscheiden zu können, auch wenn die Entscheidung ein Scheitern der Existenz bedeutet. Auch in absurderen Darstellungen tauchen dabei immer wieder historische Begebenheiten oder Personen auf, die er jedoch mit aktuelleren politischen und historischen Geschehnissen in Jugoslawien oder Slowenien verbindet. In den 1980er-Jahren schrieb er ironisch-sarkastische, teilweise tragikomische Theaterstücke, die von seinen politischen Überzeugungen, allen voran vom Existentialismus, geprägt sind, z. B. Disident Arnož in njegovi (1982; „Dissident Arnož und die Seinen“), Dedalus (1988; dt. Der Wandler der Welt – der Mythos von Dädalus, 2007), Zalezujoč Godota (1988; „Die Verfolgung von Godot“) und Veliki briljantni valček (1995; „Der große Brilliantenwalzer“), letzteres sein international bekanntestes Dramawerk. Sein Drama Halštat (1994; dt. Hallstatt, 1998) behandelt die Vertuschungsversuche von Massengräbern nach dem Zweiten Weltkrieg. 2005 wurde sein Roman Katarina, pav in jezuit als Theaterstück adaptiert und im Slowenischen Nationaltheater aufgeführt. Jančars Dramenopus wird in Theatern weit außerhalb der ehemaligen Republiken Jugoslawiens auch in Österreich, Ungarn, Italien, Bulgarien und sogar den USA gespielt.

### Essayistik
In seiner Rolle als Präsident des PEN-Zentrums sowie während der Jugoslawienkriege widmete sich Jančar der Essayistik, in der er sich den immer größer werdenden politischen Spannungen annahm, aber auch auf sich positionierende Werke anderer kritisch Stellung bezog, z. B. in Poročilo iz devete dežele (1991, dt. Bericht aus dem Neunten Land), in dem er Peter Handkes Darstellungen Sloweniens in dessen Werk Die Wiederholung (1986) entschieden zurückwies. Einige seiner Essays erschienen in deutscher Übersetzung u. a. in der Neuen Zürcher Zeitung, der Welt und dem Standard.

## Auszeichnungen
Jančars Werke wurden in zahlreiche Sprachen, darunter Englisch, Deutsch, Italienisch, Französisch, Niederländisch, Spanisch, Katalanisch sowie in fast alle südosteuropäischen Sprachen. Jančar ist der am öftesten übersetzte Autor Sloweniens. Er erhielt für sein Werk zahlreiche nationale und internationale Auszeichnungen. Bereits zu Zeiten Jugoslawiens wurden am Theaterfestival Sterijino pozorje seine Werke Veliki briljantni valček und Dedalus als das beste jugoslawische Drama ausgezeichnet. Zu den wichtigsten Auszeichnungen gehören der Prešeren-Preis für sein Lebenswerk (1993), der Preis Europäischer Kurzprosa (1993 in Arnsberg), der Kresnik-Preis für seine Romane Zvenenje v glavi (1998) Katarina, pav in jezuit (2000) und To noč sem jo videl (2010), der Glazer-Preis für außergewöhnliche Verdienste im Bereich der Kultur (2002, Maribor), der Herder-Literaturpreis (2003, Hamburg/Wien) der Jean-Améry-Preis für Essayistik (2007) und der Europäische Preis für Literatur (2011). Für seinen außergewöhnliches kreatives Schaffen und die Steigerung des Ansehens von Slowenien im Ausland erhält er 2003 das Goldene Freiheitsabzeichen der Republik Slowenien. 2005 verlieh ihm der damalige österreichische Bundespräsident Heinz Fischer das Österreichische Ehrenkreuz für Wissenschaft und Kunst I. Klasse. 2020 wurde er zudem im Salzburger Mozarteum mit dem Österreichischen Staatspreis für Europäische Literatur ausgezeichnet. Die von Katja Gasser gehaltene Laudatio unterstrich Jančars Auftreten gegen eine Verengung der Identitäten sowie die Multiperspektive seiner Werke und sprach ihm dabei eine Geistesverwandtschaft mit Robert Musil zu. Ebenso wurden die klugen und starken weiblichen Figuren seiner Romane gelobt. 2021 wurde ihm das Ehrendoktorat der Universität Maribor verliehen.
1995 wurde Jančar assoziiertes und 2001 ordentliches Mitglied der Slowenischen Akademie der Wissenschaften und Künste.
Vor allem in den Achtzigerjahren verbrachte Jančar mehrere Auslandsaufenthalte, darunter im Rahmen eines Fulbright-Stipendiums in den USA, im Weiteren auch unterschiedliche Residenzprogramme in Deutschland (Literaturstipendium des Freistaats Bayern), Österreich (Stipendium der Österreichischen Gesellschaft für Literatur), Großbritannien (Stipendium des British Council) und Belgien.

## Werke (Auswahl)

### Romane
- 2022: Ob nastanku sveta. Ljubljana: Beletrina.
  - dt. Übersetzung: Als die Welt entstand. Übersetzt von Erwin Köstler. Wien: Zsolnay-Verlag, 2023. ISBN 978-3-552-07358-6.
- 2017: In ljubezen tudi. Ljubljana: Beletrina.
  - dt. Übersetzung: Wenn die Liebe ruht. Übersetzt von Daniela Kocmut. Wien: Zsolnay-Verlag, 2019. ISBN 978-3-552-05950-4.
- 2014: Maj, november. Ljubljana: Modrijan.
- 2010: To noč sem jo videl. Ljubljana: Modrijan.
  - dt. Übersetzung: Die Nacht, als ich sie sah. Roman. Übersetzt von Daniela Kocmut und Klaus Detlef Olof. Wien; Bozen: FolioVerlag, 2015. ISBN 978-3-85256-670-2.
- 2008: Drevo brez imena. Ljubljana: Modrijan.
  - dt. Übersetzung: Der Baum ohne Namen. 2010. Übersetzt von Daniela Kocmut. Wien, Bozen: Folio. ISBN 978-3-85256-374-9
- 2006: Graditelj. Mit o Dedalu. Ljubljana: Mladinska knjiga.
  - dt. Übersetzung: Der Wandler der Welt. Der Mythos von Dädalus. Übersetzt von Klaus Detlef Olof. Berlin: Berlin Verlag, 2007 ISBN 978-3-8270-0760-5.
- 2000: Katarina, pav in jezuit. roman. 2000. Ljubljana: Slovenska matica.
  - dt. Übersetzung: Katharina, der Pfau und der Jesuit. Historischer Roman. 2007. Übersetzt von Klaus Detlef Olof. Wien, Bozen: Folio.
- 1998: Zvenenje v glavi. Ljubljana: Mladinska knjiga.
  - dt. Übersetzung: Rauschen im Kopf. Übersetzt von Klaus Detlef Olof. Wien: Zsolnay-Verlag, 1999. Neuauflage 2003: München: dtv.
- 1993: Posmehljivo poželenje. Klagenfurt, Salzburg: Wieser.
  - dt. Übersetzung: Luzifers Lächeln. Übersetzt von Klaus Detlef Olof. Klagenfurt: Wieser, 1996 ISBN 3-85129-159-X.
- 1984: Severni sij. Murska Sobota: Pomurska založba.
  - dt. Übersetzungen:
  - Nordlicht. Übersetzt von Peter Wieser. Klagenfurt: Wieser, 1990.
  - Nordlicht. Roman. Übersetzt von Klaus Detlef Olof. Wien, Bozen: Folio, 2011.
    - Neuauflage mit Nachwort von Claudio Magris. Wien, Bozen: Folio, 2022.
- 1978: Galjot.
  - dt. Übersetzungen:
  - Der Galeot. Übersetzt von Klaus Detlef Olof. Klagenfurt: Wieser, 1991.
    - Neuauflage: Der Galeot. Wien, Bozen: Folio Verlag, 2004 ISBN 978-3-85256-269-8
      - Neuausgabe: Der Galeerensträfling. Wien, Bozen: Folio Verlag, 2015, ISBN 978-3-85256-661-0
- 1974: 35°. Maribor: Obzorja.

### Erzählungen
- Mnoga življenja. Ljubljana: Beletrina, 2018.
- Človek, ki je pogledal v tolmun. Ljubljana: Mladinska knjiga, 2004.
  - dt. Übersetzung: Luzias Augen. Erzählungen. 2005. Übersetzt von Daniela Kocmut und Klaus Detlef Olof. Wien, Bozen: Folio.
- Prikazen iz Rovenske. 1998. Ljubljana: Cankarjeva založba.
  - dt. Übersetzung: Die Erscheinung von Rovenska Erzählungen. 2001. Übersetzt von Klaus Detlef Olof. Wien, Bozen: Folio; Wien: Kultur Kontakt.
- Nedelja v Oberheimu. 1996. In: Razgledi. Tako rekoč intelektualni tabloid, Nr. 17 (vom 18. September 1996), S. 24.
  - dt. Übersetzung: Sonntag in Mitterau. 1997. Übersetzt von Klaus Detlef Olof. Ottensheim an der Donau: Thanhäuser.
- Avestina. Ostanki zgodbe. 1996. In: Literatura, Vol. 8, Nr. 61/62 (1996), S. 10–31.
  - dt. Übersetzung: Avestina. Eine Legende. 1996. Übersetzt von Klaus Detlef Olof. Ottensheim an der Donau: Buchwerkstatt Thanhäuser.
- Augsburg. 1992. In: Nova revija. Mesečnik za kulturo, Vol. 11, Nr. 125, S. 1–5.
  - dt. Übersetzung: Augsburg. 1992. Übersetzt von Astrid Philippsen. In: Das Buch der Ränder. Klagenfurt, Wien: Wieser, S. 399–411.
- Skok s Liburnije. 1991. In: Srce in oko. Revija Prešernove družbe, Vol 3, Nr. 23 (1991), S. 18–20.
  - dt. Übersetzung: Der Sprung von der Liburnia. Geschichten. 1993. Übersetzt von Astrid Philippsen, Fabjan Hafner und Klaus Detlef Olof. Klagenfurt, Salzburg: Wieser.

### Dramen
- Halštat: Triest. Slovensko stalno gledališče, 1994.
  - dt. Übersetzung: Hallstatt. Übersetzt von Nina Blazon. Mit einem Holzschnitt-Zyklus von Christian Thanhäuser, Edition Thanhäuser, 1998 ISBN 3-900986-35-5

- Dedalus. In: Drago Jančar: Tri igre. Ljubljana: Mladinska knjiga, 1988.
  - dt. Übersetzung: Der Wandler der Welt. Der Mythos von Dädalus. 2007. Übersetzt von Klaus Detlef Olof. Berlin: Berlin-Verlag.

### Essays
- Brioni. Eseji in drugi zapisi. Ljubljana: Mladinska knjiga.
  - dt. Übersetzung: Brioni und andere Essays. 2002. Übersetzt von Fabjan Hafner, Helena Verdel, Horst Ogris, Uschi Ogris-Loigge und Klaus Detlef Olof. Wien, Bozen: Folio. ISBN 978-3-85256-202-5

- Terra incognita. Klagenfurt: Wieser, 1989. ISBN 3-85129-007-0